# Еспе (Алматинская область)
Еспе (каз. Еспе) — село в Жамбылском районе Алматинской области Казахстана. Входит в состав сельского округа Матибулак. Код КАТО — 194255300.

## Население
В 1999 году население села составляло 210 человек (110 мужчин и 100 женщин). По данным переписи 2009 года, в селе проживал 91 человек (39 мужчин и 52 женщины).